# Les Paysans
Les Paysans est un roman inachevé écrit en 1844 par Honoré de Balzac. Il est publié à titre posthume en 1855 par sa veuve Évelyne de Balzac, qui a arrangé la fin du texte existant afin de lui donner l'apparence d'un récit achevé.

## Résumé
Un ancien général, fils d'un ébéniste parisien mais rendu célèbre par ses exploits à la bataille d'Essling et fait comte de Montcornet par Napoléon, a acquis en Bourgogne le château des Aigues et les terres qui l'entourent, près de la petite sous-préfecture (imaginaire) de La Ville-aux-Fayes. Entiché d'ancienne aristocratie (il a épousé une Troisville et rêve d'être reçu pair de France), le comte voudrait, pour complaire à sa femme, renouer avec les fastes d'avant la Révolution en régnant sur un grand domaine prospère et bien géré, en comptant pour cela sur son autorité de militaire.
L'intrus va voir se liguer sourdement contre lui toute la société campagnarde, depuis les notables ruraux encore plus rapaces que les bourgeois des grandes villes, jusqu'aux plus misérables tenanciers, qui ne cessent de le voler sans vergogne. De cette épreuve de force, le comte de Montcornet sortira brisé. Le garde Michaud, son seul vrai fidèle, est assassiné. Le meurtrier est protégé par la loi du silence. Le comte lui-même est menacé de mort. Il vend les Aigues. Le domaine sera morcelé, le château démoli.

### Le cadre
Le nom « La Ville-aux-Fayes » évoque celui de la bourgade de Villers-la-Faye, en Côte-d'Or. Toutefois, Balzac présente La Ville-aux-Fayes comme une sous-préfecture située « à cinquante lieues de Paris environ, au commencement de la Bourgogne », et spécifie que le paysage est dominé par les premières hauteurs du Morvan : ces indications correspondent précisément à la ville d'Avallon.
Mais Balzac joue aussi avec les noms, car en 1817 et 1819, il a séjourné à L'Isle-Adam, son hôte est Philippe de Villers-la-Faye.

### Principaux personnages
- Le général comte de Montcornet, fils d'artisan et héros militaire anobli par Napoléon.
- La comtesse de Montcornet son épouse, née de Troisville.
- Émile Blondet, amant de la comtesse.
- Gaubertin, ex-régisseur congédié par le comte, mais devenu maire de La Ville-aux-Fayes.
- Sibilet, le nouveau régisseur qui complote contre son maître.
- Lupin, notaire.
- Rigou, usurier rural.
- Soudry, ex-gendarme.

## Thème
Tel qu'il nous est parvenu, ce gros roman ne représente guère que l'introduction (le tiers, une petite moitié au mieux) de l'ouvrage que Balzac avait en tête. Dans sa dédicace à P. S. B. Gavault, son avoué, l'auteur affirme avoir « pendant huit ans, cent fois quitté, cent fois repris ce livre, le plus considérable de ceux que j'ai résolu d'écrire » et en explicite l'idée centrale : dans la paysannerie (« ce Robespierre à une tête et à vingt millions de bras »), la Révolution a réveillé des forces qui finiront par dévorer ceux qui en avaient été les initiateurs et les premiers bénéficiaires, les bourgeois.
Dans ce livre, le portrait que Balzac trace des paysans est d'une remarquable noirceur : des êtres brutaux et alcooliques, sans morale, presque totalement déchristianisés, mais calculateurs et vindicatifs. Le contraste est net avec Le Médecin de campagne (1833), où Balzac les dépeignait comme frustes et ignorants mais perfectibles.
Cette position pessimiste, révélatrice du tournant conservateur « trône et autel » de Balzac vers la fin de sa carrière, entre en collision avec la tendance alors dominante de la littérature romantique à idéaliser le monde rural, notamment avec les premiers romans campagnards de George Sand (néanmoins amie de Balzac), dans le sillage du rousseauisme. À la fin des Paysans, Émile Blondet, contemplant la déchéance du château des Aigues et de son parc transformé en misérable hameau agricole, s'exclame : « Voilà le progrès ! C'est une page du Contrat social de Jean-Jacques ! »
L'historien Jules Michelet s'est scandalisé de cette présentation. Il apparaît cependant que Balzac était assez bien renseigné sur les conflits sociaux dans les régions rurales de l'Yonne où se déroule le roman : ce département semble avoir été, sous la monarchie de Juillet, le cadre d'une « guérilla » entre paysans et grands propriétaires, marquée par de nombreux incendies criminels et assassinats de gardes forestiers.